# 95-ös típusú nehéz harckocsi
A 95-ös típusú nehéz harckocsi (japánul: 九五式重戦車, kjúgo-siki-dzsúszensa) a második világháború előtt kifejlesztett japán nehéz harckocsi prototípus.

## Tervezés
A két világháború között a japánokra nagy hatást gyakoroltak az európai harckocsi konstrukciók; ezek között a többtornyos elrendezésűek is foglalkoztatták a fejlesztőket. Első próbálkozásuk a 91-es típusú nehéz harckocsi volt, amihez a francia Char harckocsik kialakítását használták fel. A 95-ös típust a 91-esből fejlesztették ki.
A 95-ös típus az elődéhez képest vastagabb páncélzatot, erősebb fegyverzetet és átalakított futóművet kapott. A főtoronyban egy 70 mm-es, 94-es típusú löveget építettek be és a torony hátuljába egy 91-es típusú géppuska került. A kisebb torony a nagy előtt, kicsit lejjebb kapott helyet, és egy 37 mm-es 94-es típusú löveg került bele. Hátrány volt azonban, hogy nem lehetett teljesen körbeforgatni. A harmadik torony leghátulra került, és egy géppuskával volt felszerelve. A felfüggesztésen javítottak; a futógörgők számát a 91-es típusú harckocsihoz képest jelentősen lecsökkentették: oldalanként csupán 9 darab volt a 91-es típus 17 futógörgőjével szemben.
A meghajtásról egy 6-os típusú, 290 lóerős, folyadékhűtéses benzinmotor gondoskodott. A tervek szerint ezzel 22 km/órás sebességet és 110 kilométeres hatótávot tudott volna elérni. 1934-ben 4 prototípus épült, ezt követően felfüggesztették a fejlesztéseit.

## Típusváltozatok
Jiro-Sa: A 91-es és a 95-ös típus kis méretű tornyuk miatt alkalmatlanak voltak arra, hogy befogadjanak nagyobb kaliberű ágyúkat. A Jiro-Sa tervezésénél a tornyokat elhagyták és a tarackot a páncéltest hátulján helyezték el. A motor hátulról előre került. A Jiro-Sa azonban nem jutott tovább a tervezési fázison; sosem építették meg.
2-es típusú Ka-To: A Jiro-Sa-val ellentétben itt a löveg előre került volna. A tervek szerint egy 105 mm-es ágyúval látták volna el, ami egy nyitott felépítményben kapott volna helyet. A leghátsó tornyot - amiben egy 6,5 mm-es géppuskát helyeztek volna el - a tervekben meghagyták. A páncéltest elejébe is beépítésre került volna egy géppuska. Ezeket a terveket is elvetették.

## Fordítás
- Ez a szócikk részben vagy egészben  a   Type_95_Heavy_Tank című angol Wikipédia-szócikk fordításán alapul.  Az eredeti cikk szerkesztőit annak laptörténete sorolja fel. Ez a jelzés csupán a megfogalmazás eredetét és a szerzői jogokat jelzi, nem szolgál a cikkben szereplő információk forrásmegjelöléseként.